# Crispí Cepió
Crispí Cepió (en llatí Crispinus Caepio) va ser un magistrat romà. Segurament formava part de la família dels Cepió, d'origen plebeu.
Va ser qüestor de Bitínia i va acusar al governador d'aquesta província Grani Marcel de traïció (any 15). Era un agent informador de Tiberi. Probablement és el mateix Cepió esmentat per Plini el Vell que diu que va escriure un tractat sobre botànica.